# Хийрикоски, Йенни
Йенни Хийрикоски (фин. Jenni Hiirikoski; род. 30 марта 1987, Лемпяаля, Хяме) — финская хоккейная защитница, игрок клуба «Лулео-МССК» чемпионата Швеции, капитан женской сборной Финляндии по хоккею с шайбой. Трёхкратный бронзовый призёр Олимпийских игр 2010, 2018 и 2022 годов, единожды серебряный и  восьмикратный бронзовый призёр чемпионатов мира по хоккею с шайбой. Шестикратная обладательница приза лучшей защитницы чемпионатов мира по хоккею с шайбой (2009, 2012, 2013, 2015, 2016, 2017).

## Биография
Йенни начинала играть в хоккей в возрасте шести лет в мужских командах. Представляет шведский клуб «Лулео». Ранее выступала за финские клубы «Ильвес», «Эспоо Блюз» и ЮП. Играла за российскую команду СКИФ, с которой завоевала Кубок европейских чемпионов по хоккею с шайбой в сезоне 2008/2009.
В чемпионате Финляндии признавалась лучшим защитником в сезонах 2007/2008, 2012/2013, 2013/2014, 2014/2015, 2015/2016, лучшим игроком чемпионата Финляндии 2009/2010 и 2012/2013. Хоккеистка 2010 года в Финляндии. В составе сборной Финляндии завоёвывала бронзовые медали на чемпионатах мира в 2004, 2008, 2009, 2011, 2015 и 2017 годах, дважды бронзовый призёр Олимпийских игр. В 2010 году стала бронзовым призёром Кубка четырёх наций в канадском Сент-Джонсе (Ньюфаундленд). На чемпионатах мира шесть раз признавалась лучшей защитницей в 2009, 2012, 2013, 2015, 2016 и 2017 годах, а также лучшей защитницей Олимпийских игр 2014 года и членом символической сборной Олимпиады в Сочи.
Вне хоккея Йенни занимается бизнесом в области росписи и продажи обоев. Кумир — Саку Койву.